# Ano da França no Brasil

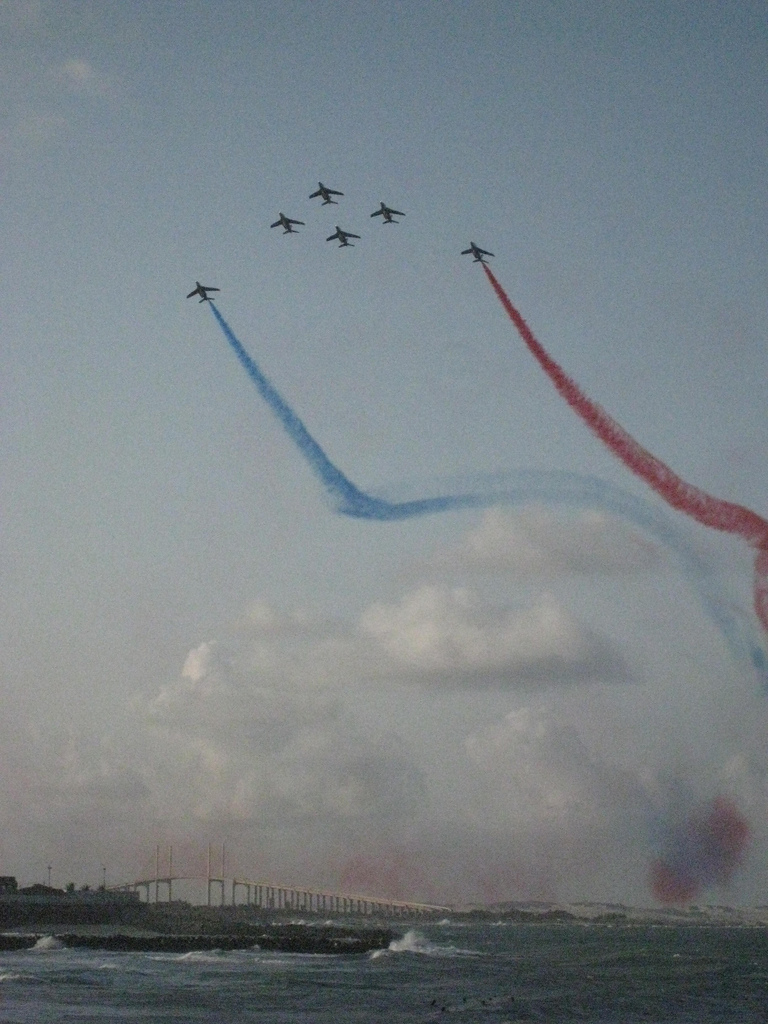
Apresentação da Patrouille de France (Força Aérea Francesa) em Natal no Rio Grande do Norte nas comemorações do Ano da França no Brasil em 2009.

O Ano da França no Brasil foi uma iniciativa do governo dos dois países, com o objetivo de aprofundar as relações bilaterais no âmbito cultural, acadêmico e econômico.
Para isso, foram realizados 560 projetos, na programação oficial, em todo o país, como exposições, shows, concertos, ciclos de cinema, seminários e festivais, que deram ao público brasileiro a oportunidade de acompanhar manifestações artísticas da França contemporânea e conhecer mais a fundo a cultura daquele país. Além dos eventos oficiais, o público brasileiro presenciou centenas de outros projetos não oficialmente incluídos na programação oficial, que se estendeu de 21 de abril a 15 de novembro de 2009.
O Ano do Brasil na França, ocorrido em 2005, mobilizou mais de dois milhões de franceses e obteve um grande retorno dos mídia, atingindo os principais veículos de comunicação do país durante quase todo o ano. Como resultado, houve um aumento de 27% de turistas franceses no Brasil e mais de 450 milhões de dóllares em produtos brasileiros exportados para França.
Entre os projetos chancelados (aprovados para a programação oficial) destacam-se o Caravana Musical do Musette, projeto de música que passou por quinze cidades no Brasil apresentando a história da música popular francesa, desde sua origem (na cultura urbana parisiense do início do século XX) até dias atuais, com as releituras de jovens músicos. A abertura foi realizada no dia 21 de Abril, com um espetáculo circense na cidade do Rio de Janeiro e uma homenagem à França na festa da Inconfidência Mineira, em Ouro Preto (MG). Durante o ano, na Pinacoteca de São Paulo, houve uma exposição com obras do pintor, desenhista e escultor Henri Matisse. Já no Museu de Arte de São Paulo (MASP) foram expostos trabalhos do pintor e gravurista Marc Chagall. Personalidades francesas como os músicos Artur H e Camille, a artista multimídia Sophie Calle, a escritora Muriel Barbery e o sociólogo e filósofo Edgar Morin foram ao Brasil, que também recebeu grupos de teatro de rua, mostras de cinema, fotografia e concertos eruditos.
Vários franceses participaram de grandes eventos do calendário brasileiro, como: o Festival de Ópera de Manaus; a Virada Cultural e a São Paulo Fashion Week, na capital paulista; as festas do dia da Independência (7 de Setembro), em Brasília; o aniversário da cidade de São Luís (Maranhão) (8 de setembro); a Feira do Livro em Porto Alegre e o Festival Mundial do Circo, em Belo Horizonte.
O Ano da França no Brasil teve base em acordo firmado pelo ex-Presidente Luiz Inácio Lula da Silva e o então presidente Jacques Chirac em 2006, em reciprocidade ao ano do Brasil na França (2005). O acordo foi reiterado pelos Presidentes Lula e Nicolas Sarkozy em fevereiro de 2008, na Guiana Francesa.
A temporada cultural francesa no Brasil foi resultado da cooperação entre os governos, setor privado, profissionais da cultura, artistas, intelectuais, pesquisadores, sociedade civil e mídia dos dois países.
A organização executiva do Ano da França no Brasil foi realizada pelos Comissariados Brasileiro e Francês.
Constituição do Comissariado Brasileiro:
1) Presidente do Comissariado Brasileiro: Danilo Santos de Miranda, diretor regional do SESC SP.
2) Embaixador Roberto Soares de Oliveira (MRE).
3) Marcelo Dantas. Diretor de Relações Internacionais do Ministério da Cultura.
4) Eliana Zugaib: Ministra (MRE). Diretora do Departamento Cultural do Ministério das Relações Exteriores.
5) Rodrigo Galletti: Gerente de Intercâmbio e Projetos Especiais do Ministério da Cultura.
6) José Mário Ferreira Filho: Coordenador Chefe da Divisão Cultural de Ministério das Relações Exteriores.
7) Aurea Leszczynski Vieira Gonçalves: Assessora do Presidente do Comissariado Brasileiro.
Constituição do Comissariado Francês:
1) Presidente do Comissariado Francês: Yves Saint-Geours, Embaixador. Presidente do Grand-Palais de Paris.
2) Anne Louyot. Conselheira do Ministère des affaires étrangères et européennes.
3) Moema Salgado. Administradora.
4) Pierre Colombier. Conselheiro de Cooperação e Ação Cultural da Embaixada da França no Brasil.
5) Consulados da França no Brasil.
6) Rede de Alianças Francesas.
7) Ubifrance. Agência para o desenvolvimento internacional das empresas francesas.
Co-responsáveis no Brasil: Comissão Interministerial formada pelos Ministérios do Esporte; da Educação; Justiça; Trabalho e Emprego; Meio Ambiente; Turismo; Ciência e Tecnologia; Desenvolvimento, Indústria e Comércio; Defesa; Comunicações; Planejamento, Orçamento e Gestão; Agricultura; e Secretarias de Relações Institucionais/PR; de Comunicação/PR e Especial de Direitos Humanos/PR.
Rede de apoio no Brasil: SESC SP, Secretaria da Receita Federal, Infraero, Centro Cultural dos Correios, Centro Cultural do Banco do Brasil, Centro Cultural da Caixa, Polícia Federal, Governos Estaduais e Prefeituras Municipais.
Fatos e números:
1.500 projetos recebidos pelos comissariados.
745 projetos chancelados.
560 projetos realizados.
Pelo menos 80 cidades receberam projetos do Ano da França no Brasil.
Pelo menos 800 instituições brasileiras e francesas envolvidas.
Ações realizadas em todos os estados brasileiros, exceto Roraima, Acre, Rondônia, Mato Grosso do Sul e Piauí.
Recursos da Lei Rouanet (estimado): mais de R$ 43 milhões.
Investimento do Fundo Nacional de Cultura (MinC): R$ 4.948.000,00.
Investimento em comunicação (Secom + MinC): R$ 5,8 milhões.
110 projetos de artes visuais (incluindo arquitetura, fotografia, arte moderna e contemporânea e design).
15 eventos de música clássica.
6 eventos de música contemporânea.
49 eventos de músicas da atualidade/pop.
12 eventos de arte de rua / arte do circo.
21 eventos de dança.
21 eventos de teatro.
38 projetos de livro e leitura.
48 eventos na área do audiovisual.
6 grandes eventos.
19 eventos pluridisciplinares.
138 eventos acadêmicos e científicos.
77 eventos de cooperação em diversas áreas.